# حاجی کاهو
حاجی کاهو، روستایی است از توابع بخش مرکزی شهرستان قوچان در استان خراسان رضوی ایران.

## جمعیت
این روستا در دهستان قوچان عتیق قرار داشته و براساس سرشماری سال ۱۳۸۵جمعیت آن ۱۴۷ نفر (۳۱ خانوار) بوده است.